# Gratonite
La gratonite è un minerale.

## Abito cristallino
Prismatico.

## Origine e giacitura
Ha paragenesi con minerali idrotermali di rame.

## Forma in cui si presenta in natura
In cristalli prismatici con terminazione romboedrica.

## Caratteristiche chimico fisiche
- Peso molecolare: 2645,48 grammomolecole[1]
- Solubilità: il minerale risulta solubile in acido nitrico[3]
- Indice di elettroni: 5,23 g/cm³[1]
- Indici quantici[1]:
  - fermioni: 0,15
  - bosoni: 0,85
- Indici di fotoelettricità[1]:
  - PE: 1299,32 barn/elettroni
  - ρ: 6792,88 barn/cm³
- Indice di radioattività: GRapi: 0 (Il minerale non è radioattivo)[1]

## Località di ritrovamento
A Cerro de Pasco nel Perù associata a realgar, enargite e tetraedrite.